# LB.ua
LB.ua, dove LB è abbreviazione di Livyj Bereg (in ucraino Лівий Берег?, in russo Левый Берег?, Levyj Bereg, "Riva sinistra") è un giornale on-line ucraino di orientamento liberale, edito dal think tank Istituto Goršenin.
Fondato nel 2008 come settimanale socio-politico cartaceo in lingua russa, l'edizione cartacea cessò le pubblicazioni nel 2011 proseguendo la sua attività esclusivamente on-line. Nel 2013 il sito web del giornale ha registrato 3 milioni di visitatori. Il sito è pubblicato in ucraino e inglese oltre che, in precedenza, in russo.